# Santa Margarida de Navès
Santa Margarida de Navès és l'església parroquial del nucli de Navès que forma part de l'Inventari del Patrimoni Arquitectònic Català de Navès (Solsonès).

## Descripció
Església edificada juntament amb la rectoria damunt d'un cementiri preromànic i sobre unes sitges, que hom suposa ibèriques. S'han aprofitat murs de la primitiva església romànica. A l'interior de la rectoria, al corredor de comunicació d'aquesta amb l'església, encara es poden veure alguns arcs i finestres romàniques tapiades.
L'actual església fou construïda al segle xvii, d'estil neoclàssic rural. Té planta rectangular, coberta a dos vessants i és d'una sola nau. A l'interior, es poden veure restes dels antics murs. La façana és senzilla, amb llinda de pedra a la porta i un petit rosetó al damunt. Té un esvelt campanar de tres cossos, rematat per una barana de pedra. El parament és de pedres irregulars amb morter, excepte a les cantonades que són de pedra picada i escairats.

## Història
L'origen de la primitiva església és molt antic i consta en documents que l'any 1103 ja fou cedida, juntament amb el castell i l'església de Sant Andreu, a la canònica de Solsona, per Ramon Miró.